# Phineas and Ferb (colonna sonora)
Phineas and Ferb è la prima colonna sonora della serie televisiva omonima, uscita il 22 settembre 2009 esclusivamente negli Stati Uniti.

## Tracce
1. Bowling for Soup – Today Is Gonna Be a Great Day – 3:01
2. Vincent Martella – Gitchie Gitchie Goo (feat. Ashley Tisdale) – 1:58 – episodio Pop star per un giorno
3. Ferb Fletcher / Danny Jacob – Backyard Beach – 0:48 – episodio La Festa in spiaggia del terrore
4. Candace Flynn/Ashley Tisdale e Vanessa Doofenshmirtz/Olivia Olson – Busted – 1:38 – episodio Un errore di progettazione
5. Randy Crenshaw – Perry the Platypus Theme Song – 0:48 – episodio Uno spavento, che male ci fa?
6. 2 Guys n the Parque/The Black Eyed Peas e Candace Flynn/Ashley Tisdale – S.I.M.P. (Squirrels In My Pants) – 1:34 – episodio La cometa di Kermillian
7. Olivia Olson/Linda Flynn – I'm Lindana And I Wanna Have Fun – 0:51 – episodio Pop star per un giorno
8. Danny Jacob – My Nemesis – 1:02 – episodio Viaggio nel tempo
9. Dr. Doofenshmirtz/Dan Povenmire – My Goody Two-Shoes Brother – 1:22 – episodio Lotta tra casette
10. Laura Dickinson – Disco Miniature Golfing Queen – 1:15 – episodio Minigolf maxi-passione
11. Danny Jacob – My Undead Mummy – 1:06 – episodio Mia sorella, la mummia
12. Ashley Tisdale – I Love You Mom – 1:03 – episodio Il compleanno della mamma
13. The Bettys – The Bettys Theme Song – 1:01 – episodio In viaggio con la band
14. Danny Jacob – When We Didn’t Get Along – 1:40 – episodio Viaggio nel tempo
15. Robbie Wyckoff – He’s A Bully – 1:12 – episodio Abbasso i bulli
16. Danny Jacob – Truck Drivin’ Girl – 1:14 – episodio Candace la sfascia tutto
17. Candace Flynn & Jeremy Johnson / Ashley Tisdale & Mitchel Musso – Do Nothing Day – 1:39 – episodio La miglior giornata del dolce far niente
18. Candace Flynn / Bobby Gaylor – E.V.I.L. B.O.Y.S. – 1:51 – episodio Circo casalingo
19. Bobbi Fabulous & Phineas Flynn / Carlos Alazraqui & Vincent Martella – Fabulous – 1:28 – episodio Ragazzi, rimettiamo insieme la band
20. Stacy Hirano / Kelly Hu – Little Brothers – 1:15 – episodio Finalmente!
21. Danny and the Jaytones – Let’s Take A Rocket Ship To Space – 1:05 – episodio La notte delle stelle cadenti
22. Candace Flynn / Ashley Tisdale – Queen Of Mars – 1:22 – episodio Alla fiera della scienza
23. The Smile Away Reformatory Glee Club – Chains (feat. Dan Povenmire) – 1:33 – episodio Finalmente!
24. Phinedroids and Ferbots – 1:08 – episodio Phinedroidi e Ferbot
25. Phineas Flynn & Sherman "Swampy" / Vincent Martella & Steve Zahn – Ain’t Got Rhythm – 2:15 – episodio Ragazzi, rimettiamo insieme la band
26. Love Händel – You Snuck Your Way Right Into My Heart – 2:33 – episodio Ragazzi, rimettiamo insieme la band
27. Robbie Wyckoff – F - Games (Ferb-Games) (bonus) – 1:03 – episodio I giochi "F"